# Naajaat
Naajaat, grönländska Kalaallisut, är en by i nordvästra Grönland i Qaasuitsup kommun och tillhörande staden Upernavik. Byn ligger på ön Naajaat och hade 54 invånare 2011.

Naajaat läge i Upernavik skärgård.